# 名内
名内（なうち）は、千葉県白井市の大字。郵便番号270-1407。

## 地理
北は柏市柳戸、北東は今井、東は平塚、南西は河原子、南は中、南西は富塚、西は柏市金山、北西は柏市泉に隣接している。
飛び地があり、中、河原子、折立に隣接している。

## 世帯数と人口
2017年（平成29年）10月31日現在の世帯数と人口は以下の通りである。
| 大字 | 世帯数  | 人口  |
| ---- | ------- | ----- |
| 名内 | 134世帯 | 316人 |

## 小・中学校の学区
市立小・中学校に通う場合、学区は以下の通りとなる。
| 番地 | 小学校                 | 中学校             |
| ---- | ---------------------- | ------------------ |
| 全域 | 白井市立白井第二小学校 | 白井市立白井中学校 |

## 施設
- 産砂神社
- 栗嶋神社
- 稲荷神社
- 東光院
- 弘法大師堂
- 小名内ポンプ場

## 交通

### バス
- 白井市循環バス[5]
  - 東ルート（福祉センター・千葉ニュータウン中央駅ルート）[6][7]
    - （河原子） - 90名内 - 91第二工業団地 - （平塚）